# 애프터 버너 (시리즈)

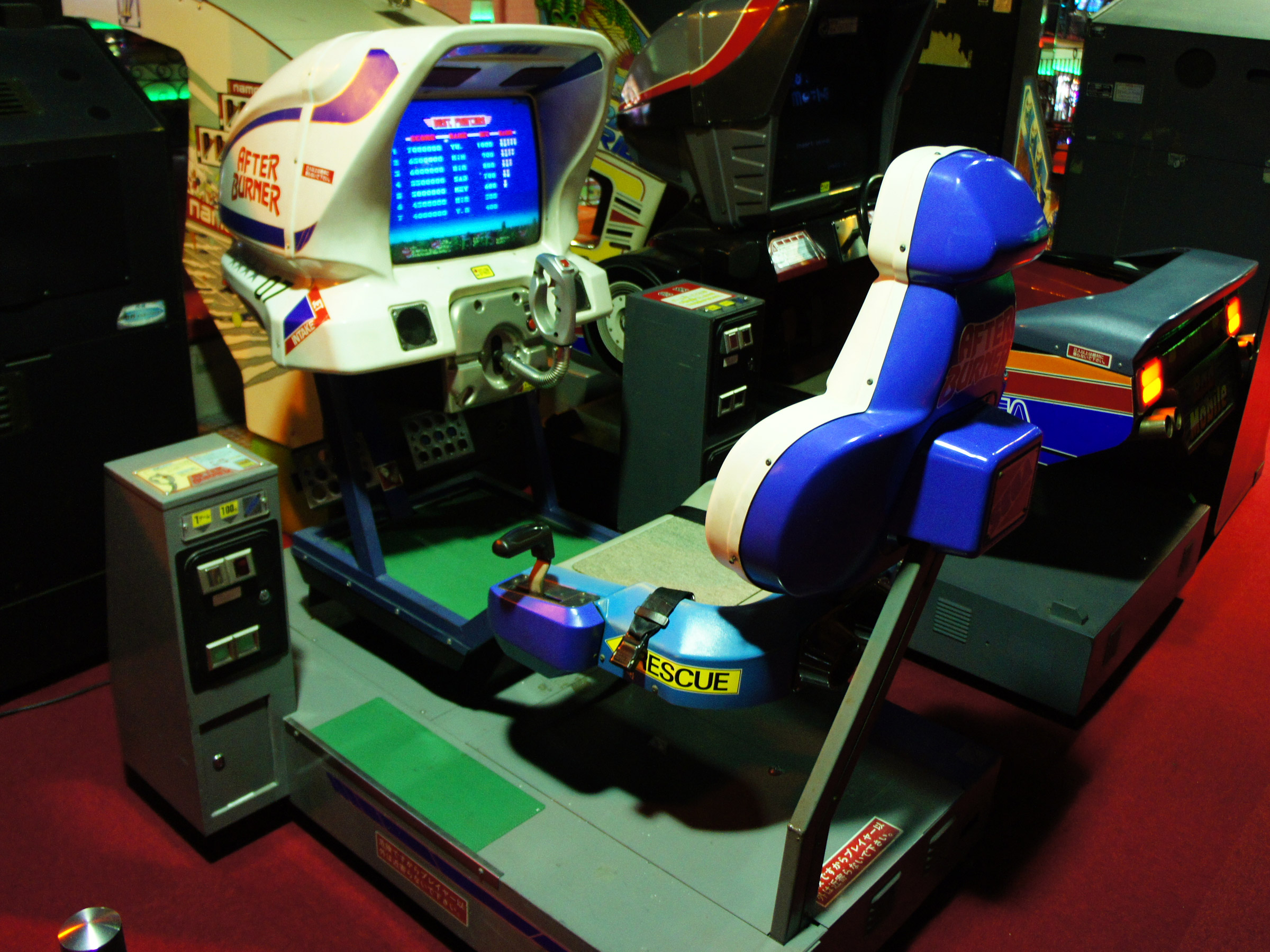

《애프터 버너》(After Burner)는 세가가 개발한 비행 시뮬레이션 게임 시리즈이다. 아케이드 게임 개발지부 세가 AM2의 스즈키 유가 기획했다.
첫 작품은 1987년에 발매된 《애프터 버너》로, 주 목표는 F-14 톰캣 전투기에 탑승해 전방에서 접근해오는 적들을 격추시키고 날아오는 미사일을 피해며 살아남는 것이다. 발매 당시 아케이드 기판에 연결된 캐비넷이 게임 내용에 따라 움직이면서 실제로 전투기에 탑승한 것같은 효과를 재현한 혁신적인 역동감을 보였다.
이후 강화판 《애프터 버너 II》가 출시됐고, 이 게임에서 영향을 받은 《G-LOC》이나 《스트라이커 파이터》같은 정신적 후속작들이 개발됐다.

## 게임 목록
- 《애프터 버너》 (1987)

세가 X 보드 기판을 제작됐으며, 자체 스프라이트 확대/축소 기능을 이용해 2D 화면에서 마치 3D 그래픽을 재현한 듯한 효과로 유명했다. 처음 출시하고 세 달 후, 플레이어가 전투기 속도를 조정할 수 있게하고 스테이지를 추가한 강화판 《애프터 버너 II》가 출시됐다. 1편은 일본 지역에서만 발매됐고 그 외 지역에선 2편만이 수출됐다.
- 《애프터 버너 클라이맥스》 (2006)

세가 린드버그 기판으로 개발됐으며, 세월에 흐름에 따라 강화된 HD 그래픽으로 제작됐다.
- 《애프터 버너: 블랙 팔콘》 (2007)

가정용으로 제작된 첫번째 게임으로, 플레이스테이션 포터블로 출시됐다.

### 관련 게임
- 《G-LOC: 에어 배틀》 (1990)
- 《스트라피크 파이터》 (1991)

세가 Y 보드 기판으로 개발됐다. 최초에는 《애프터 버너》와 직접적인 연관이 없는 작품이었으나, 메가 CD 이식판이 이 시리즈의 음악을 재활용하고 《애프터 버너 III》라는 제목으로 출시됐다.
- 《스카이 타겟》 (1995)

세가 AM1이 개발을 맡았다.